# Åre
Åre je švedsko naselje u istoimenoj općini u županiji Jämtland. 2010. je naselje imalo 1419 stanovnika. 
Åre je poznat i kao skijaško odredište a ima i jedno golf igralište. U Åreu su održana tri svjetska prvenstva u alpskom skijanju: 1954., 2007. i 2019.
Åre se sedam puta kandidrao za domaćina Zimskih olimpijskih igara,  1984. i 1988. zajedno s Falunom, a 1992., 1994., 1998., 2002. i 2004. zajedno s Östersundom ali bezuspješno.
U srednjem vijeku Åre je bio i poznato hodočasničko odredište i mnogobrojni hodočasnici iz cijele Europe su pohodili ovo mjesto.

## Vanjske poveznice
|  | Zajednički poslužitelj ima još gradiva o temi Åre |